# Årjäng (commune)
La commune d'Årjäng est une commune suédoise du comté de Värmland. Environ 10020 personnes y vivent (2020). Son chef-lieu se situe à Årjäng.

## Localités principales
- Årjäng
- Lennartsfors
- Töcksfors